# Maputalandia
Maputalandia (en inglés: Maputaland) es una región natural del sur de África. Se encuentra en la parte norte de la provincia de KwaZulu-Natal, Sudáfrica, entre Suazilandia y la costa. En un sentido más amplio, también puede incluir la región más al sur de Mozambique. Las rutas de aves y los arrecifes de coral frente a la costa son atracciones turísticas importantes.
Ahora se está reavivando el nombre tradicional de esta región para los matorrales de Maputalandia-Pondolandia, una de las ecorregiones de Sudáfrica, así como para el punto caliente de Maputalandia-Pondolandia-Albania.

## Geografía
Maputalandia está rodeada por la cordillera Lebombo en el oeste y el océano Índico en el este. Cubre un área de aproximadamente 10,000 km², que se extiende aproximadamente desde la ciudad de Hluhluwe y la sección norte del lago Santa Lucía hasta la frontera entre Mozambique y Sudáfrica, o más allá hasta Maputo en Mozambique.

## Tongalandia
La sección sudafricana de Maputalandia también se conocía anteriormente como Tongalandia por el pueblo tsonga que vive allí. La región generalmente plana alimenta el río Pongola y Mkhuze. El 11 de junio de 1895, Tongalandia fue anexada por Gran Bretaña.
Tongalandia, el nombre tradicional de la región de los tsonga, ahora ha caído en gran parte en desuso. Sin embargo, todavía se encuentra ocasionalmente en trabajos científicos, así como en el nombramiento de especies, como el caracol caníbal de Tongalandia (Natalina wesseliana).